# I Want You (film, 1998)
Pour les articles homonymes, voir I Want You.
 (mai 2023).
Pour plus de détails, voir Fiche technique et Distribution.
I Want You est un film britannique réalisé par Michael Winterbottom, sorti en 1998.

## Fiche technique
- Titre : I Want You
- Réalisation : Michael Winterbottom
- Scénario : Eoin McNamee
- Photographie : Slawomir Idziak
- Musique : Adrian Johnston
- Pays d'origine : Royaume-Uni
- Date de sortie : 1998

## Distribution
- Rachel Weisz  : Helen
- Alessandro Nivola : Martin
- Luka Petrušić : Honda
- Labina Mitevska : Smokey
- Ben Daniels : Bob
- Graham Crowden : Vieil homme
- Carmen Ejogo : Amber
- Phyllida Law